# Socialdemokratiska pressföreningen
Socialdemokratiska pressföreningen grundades 1911 ”för tillvaratagande af de socialdemokratiska tidningsmännens intresse och verka för den socialdemokratiska pressens redaktionella och tekniska utveckling”. Beslutet att bilda föreningen togs ett år innan och det konstituerande mötet hölls den 8 april 1911 i Stockholm med ett 30-tal medverkande journalister från flera tidningar i Sverige. Föreningens första ordförande var Per Albin Hanssons äldre bror Sigfrid Hansson som vid tiden var ansvarig utgivare för Social-Demokraten. Många framstående socialdemokratiska journalister, men också andra medieverksamma, har tillhört föreningen genom åren.
Genom åren har föreningen följt, kommenterat och på olika sätt agerat på utvecklingen inom medierna, och då främst inom den socialdemokratiska pressen. Bildandet av de socialdemokratiska tidningarnas samorganisation - det som senare skulle bli A-pressen - skedde på initiativ av Socialdemokratiska pressföreningen. I början 1900-talet trädde föreningen under en period in som förhandlingspart för journalister gentemot tidningarna, och diskussionen stod stundtals het om hur hårt föreningen skulle ta en roll motsvarande facket. I dag är Socialdemokratiska pressföreningen en från socialdemokraterna fristående intresseförening för mediepolitik.
Föreningens stadgar har ändrats genom åren, men två grundläggande krav för medlemskap gäller än: för att bli medlem ska man 1) vara socialdemokrat och 2) ha en anknytning till medier. I dag innebär det att såväl socialdemokratiska journalister som andra engagerade inom medier och informationsverksamhet (till exempel pressekreterare, pr-konsulter och informatörer) kan bli medlemmar.

## Ordförande (ofullständig)
- Sigfrid Hansson 1911–?
- Sven O Andersson 1985–1988
- Jonas Morian, omkring 1999–2009?
- Eric Sundström 2009–2012
- Elizabeth Walentin 2012–2015
- Anders Lönegård 2015–